# Fajolles
Fajolles est une commune française située dans le département de Tarn-et-Garonne, en région Occitanie.

## Géographie

### Localisation
Fajolles est est un village rural situé à 28 km à vol d'oiseau à l'ouest de Montauban, 53 km au nord-ouest de Toulouse, 10 km au nord de Beaumont-de-Lomagne, 19 km au sud-est de Valence-d’Agen et à 11 km au sud-ouest de Castelsarrasin.
Sur le plan historique et culturel, la commune est dans la Lomagne, une ancienne circonscription de la province de Gascogne ayant titre de vicomté, surnommée « Toscane française ».
Fajolles se trouve dans l'aire d'attraction de Castelsarrasin et dans le bassin de vie de cette ville, ainsi que dans la zone d'emploi de Castelsarrasin-Moissac.

### Communes limitrophes
Les communes limitrophes sont  Angeville, Coutures, Garganvillar, Saint-Arroumex et Sérignac.
|          | Saint-Arroumex | Angeville    |
| Coutures | Fajolles       | Garganvillar |
|          | Sérignac       |              |

### Géologie et relief
La superficie de la commune est de 9,32 km2 ; son altitude varie de 99  à   186 mètres.

### Hydrographie

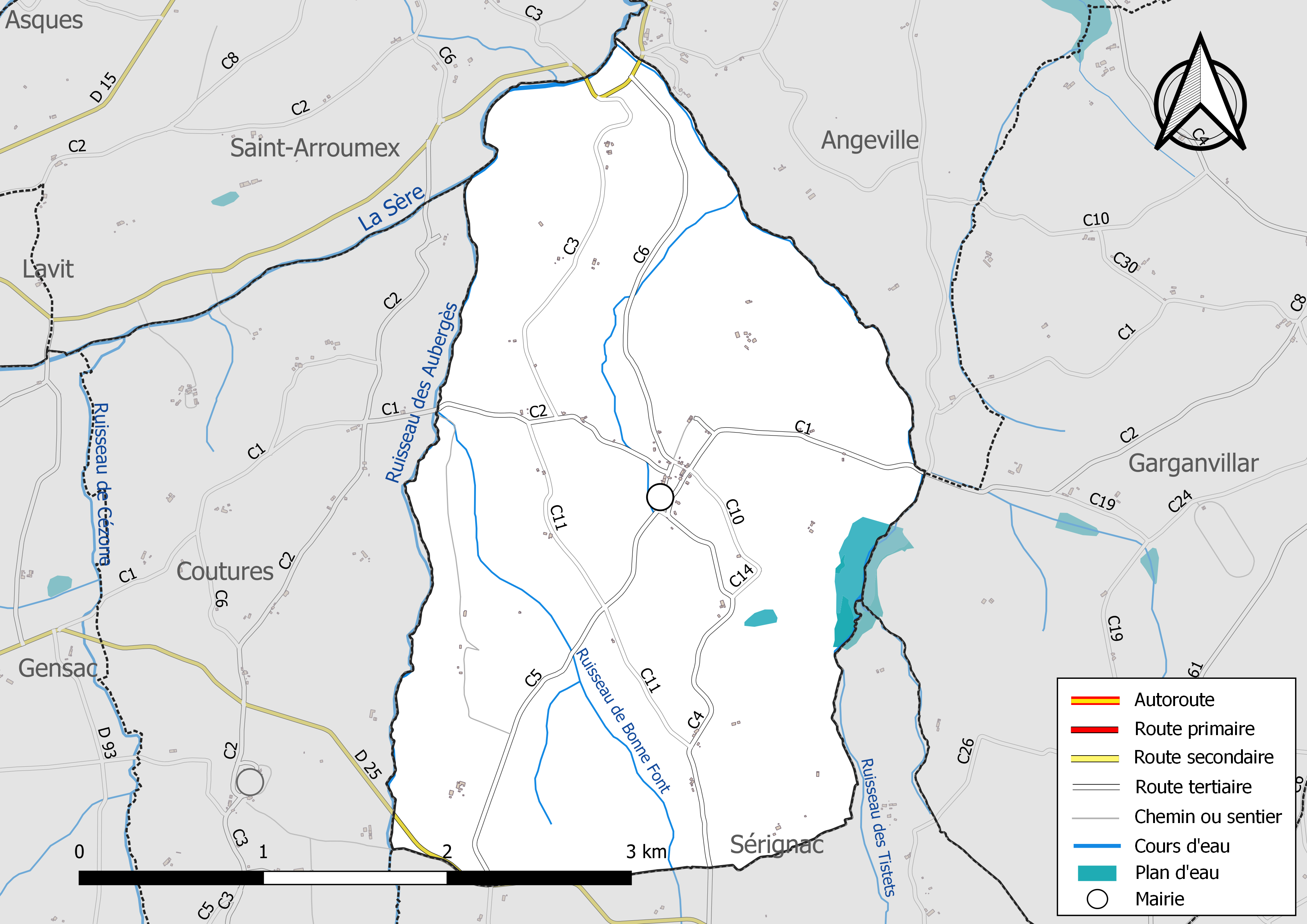
Réseaux hydrographique et routier de Fajolles.

La commune est dans le bassin versant de la Garonne, au sein du bassin hydrographique Adour-Garonne. Elle est drainée par la Sère, le ruisseau des Aubergès, le ruisseau de Bonne Font, le ruisseau des Tistets et par divers petits cours d'eau, constituant un réseau hydrographique de 10 km de longueur totale,.
La Sère, d'une longueur totale de 31,8 km, prend sa source dans la commune de Castéron et s'écoule du sud-ouest vers le nord-ouest. Elle limite au nord-ouest la commune et se jette dans la Garonne à Castelsarrasin, après avoir traversé 15 communes.
Le ruisseau des Auberges, qui limite à l'ouest le territoire communal, et le ruisseau des Tistets, son homologue à l'est, confluent dans la Sère.
Le lac de Fajolles est un plan d’eau artificiel de dix-sept hectares situé sur les communes de Fajolles, Garganvillar et Sérignac et qui est alimenté par le ruisseau des Tistets. Il appartient à une association syndicale autorisée (ASA) d'irrigation.

### Climat
Pour des articles plus généraux, voir Climat de l'Occitanie et Climat de Tarn-et-Garonne.
En 2010, le climat de la commune est de type climat du Bassin du Sud-Ouest, selon une étude du Centre national de la recherche scientifique s'appuyant sur une série de données couvrant la période 1971-2000. En 2020, Météo-France publie une typologie des climats de la France métropolitaine dans laquelle la commune est exposée à un climat océanique altéré et est dans la région climatique Aquitaine, Gascogne, caractérisée par une pluviométrie abondante au printemps, modérée en automne, un faible ensoleillement au printemps, un été chaud (19,5 °C), des vents faibles, des brouillards fréquents en automne et en hiver et des orages fréquents en été (15 à 20 jours).
Pour la période 1971-2000, la température annuelle moyenne est de 13,1 °C, avec une amplitude thermique annuelle de 15,6 °C. Le cumul annuel moyen de précipitations est de 727 mm, avec 9,9 jours de précipitations en janvier et 5,8 jours en juillet. Pour la période 1991-2020, la température moyenne annuelle observée sur la station météorologique de Météo-France la plus proche, « Sérignac », sur la commune de Sérignac à 5 km à vol d'oiseau, est de 14,0 °C et le cumul annuel moyen de précipitations est de 690,5 mm. 
La température maximale relevée sur cette station est de 42,4 °C, atteinte le 24 août 2023 ; la température minimale est de −18,9 °C, atteinte le 16 janvier 1985,,.
Les paramètres climatiques de la commune ont été estimés pour le milieu du siècle (2041-2070) selon différents scénarios d'émission de gaz à effet de serre à partir des nouvelles projections climatiques de référence DRIAS-2020. Ils sont consultables sur un site dédié publié par Météo-France en novembre 2022.

### Milieux naturels et biodiversité
Aucun espace naturel présentant un intérêt patrimonial n'est recensé sur la commune dans l'inventaire national du patrimoine naturel,,.

## Urbanisme

### Typologie
Au 1er janvier 2024, Fajolles est catégorisée commune rurale à habitat très dispersé, selon la nouvelle grille communale de densité à sept niveaux définie par l'Insee en 2022.
Elle est située hors unité urbaine. Par ailleurs la commune fait partie de l'aire d'attraction de Castelsarrasin, dont elle est une commune de la couronne,. Cette aire, qui regroupe 6 communes, est catégorisée dans les aires de moins de 50 000 habitants,.

### Occupation des sols

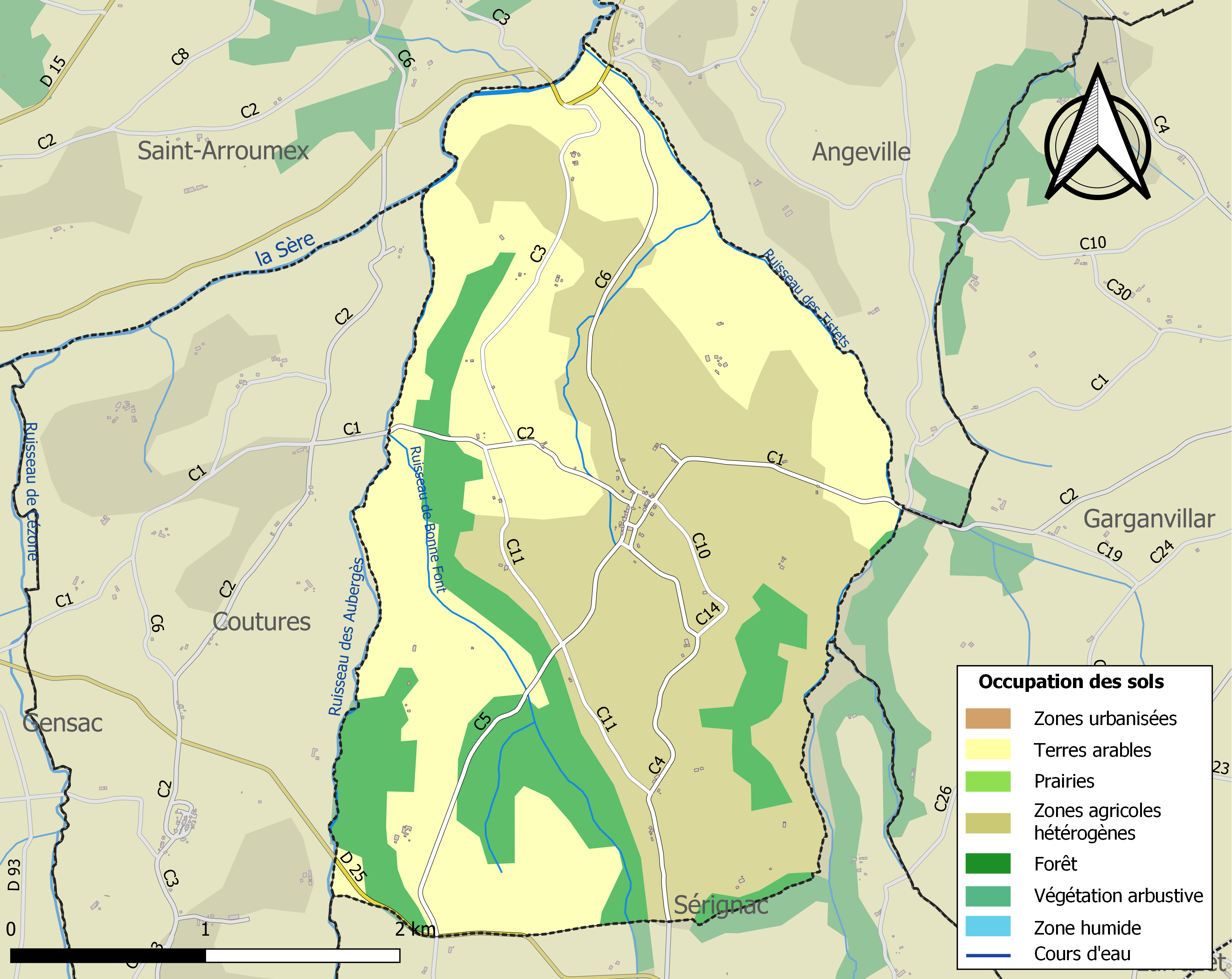
Carte des infrastructures et de l'occupation des sols de la commune en 2018 (CLC).

L'occupation des sols de la commune, telle qu'elle ressort de la base de données européenne d’occupation biophysique des sols Corine Land Cover (CLC), est marquée par l'importance des territoires agricoles (82,7 % en 2018), une proportion sensiblement équivalente à celle de 1990 (82,3 %). La répartition détaillée en 2018 est la suivante : 
terres arables (41,4 %), zones agricoles hétérogènes (41,3 %), forêts (17,3 %). L'évolution de l’occupation des sols de la commune et de ses infrastructures peut être observée sur les différentes représentations cartographiques du territoire : la carte de Cassini (XVIIIe siècle), la carte d'état-major (1820-1866) et les cartes ou photos aériennes de l'IGN pour la période actuelle (1950 à aujourd'hui).

### Habitat et logement
En 2020, le nombre total de logements dans la commune était de 56, alors qu'il était de 53 en 2015 et de 51 en 2010.
Parmi ces logements, 75,1 % étaient des résidences principales, 21,3 % des résidences secondaires et 3,6 % des logements vacants. Ces logements étaient pour 96,3 % d'entre eux des maisons individuelles et pour 1,8 % des appartements.
Le tableau ci-dessous présente la typologie des logements à Fajolles en 2020 en comparaison avec celle de Tarn-et-Garonne et de la France entière. Une caractéristique marquante du parc de logements est ainsi une proportion de résidences secondaires et logements occasionnels (21,3 %) supérieure à celle du département (5,8 %) et à celle de la France entière (9,7 %).
| Typologie                                               | Fajolles | Tarn-et-Garonne | France entière |
| ------------------------------------------------------- | -------- | --------------- | -------------- |
| Résidences principales (en %)                           | 75,1     | 84,5            | 82,1           |
| Résidences secondaires et logements occasionnels (en %) | 21,3     | 5,8             | 9,7            |
| Logements vacants (en %)                                | 3,6      | 9,7             | 8,2            |

### Risques naturels et technologiques
Le territoire de la commune de Fajolles est vulnérable à différents aléas naturels : météorologiques (tempête, orage, neige, grand froid, canicule ou sécheresse), inondations, mouvements de terrains et séisme (sismicité très faible). Il est également exposé à deux risques technologiques,  le transport de matières dangereuses et le risque nucléaire. Un site publié par le BRGM permet d'évaluer simplement et rapidement les risques d'un bien localisé soit par son adresse soit par le numéro de sa parcelle.

#### Risques naturels
Certaines parties du territoire communal sont susceptibles d’être affectées par le risque d’inondation par débordement de cours d'eau, notamment la Sère. La cartographie des zones inondables en ex-Midi-Pyrénées réalisée dans le cadre du XIe Contrat de plan État-région, visant à informer les citoyens et les décideurs sur le risque d’inondation, est accessible sur le site de la DREAL Occitanie. La commune a été reconnue en état de catastrophe naturelle au titre des dommages causés par les inondations et coulées de boue survenues en 1982, 1993, 1999 et 2015,.
Fajolles est exposée au risque de feu de forêt. Le département de Tarn-et-Garonne présentant toutefois globalement un niveau d’aléa moyen à faible très localisé, aucun Plan départemental de protection des forêts contre les risques d’incendie de forêt (PFCIF) n'a été élaboré. Le débroussaillement aux abords des maisons constitue l’une des meilleures protections pour les particuliers contre le feu,.

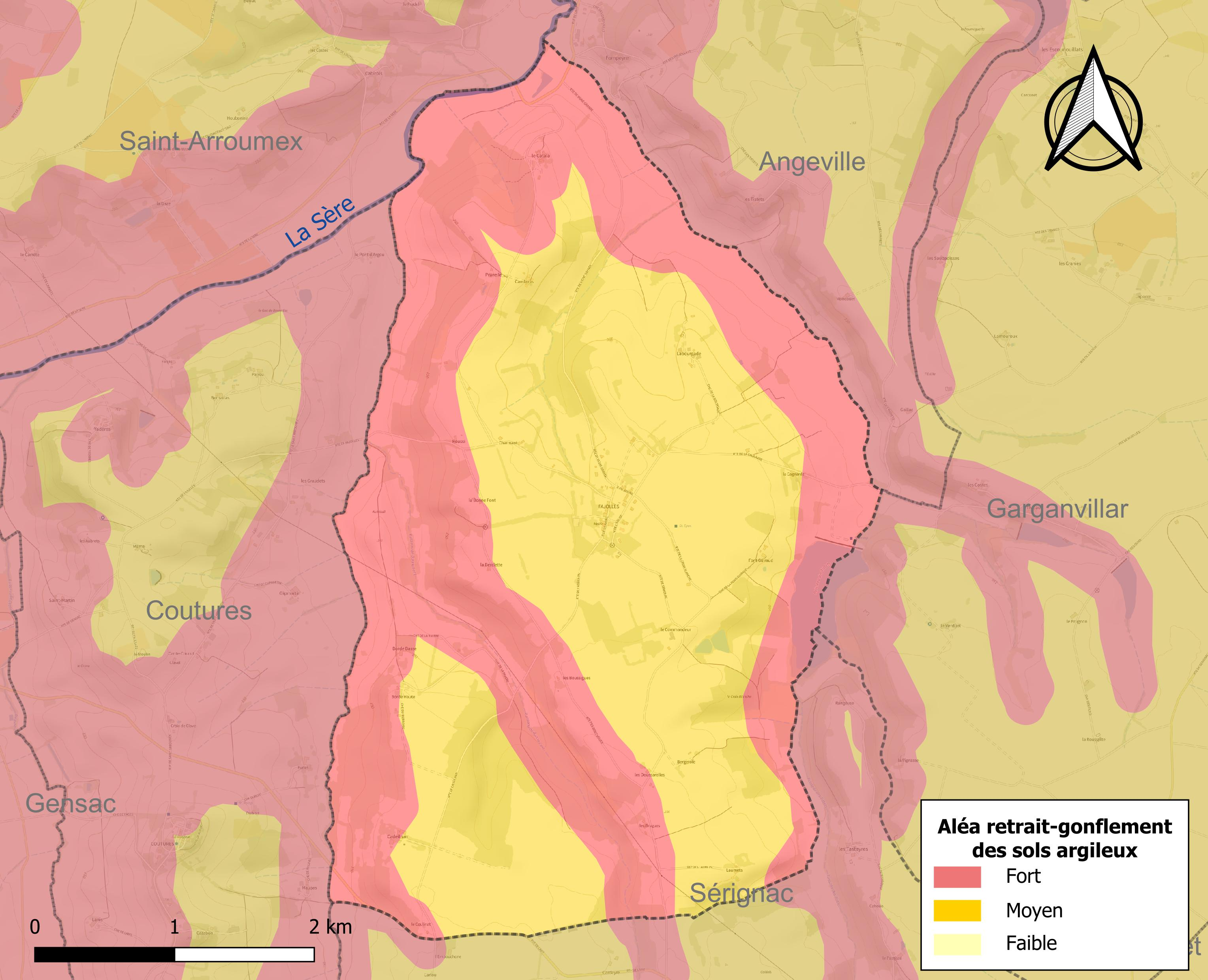
Carte des zones d'aléa retrait-gonflement des sols argileux de Fajolles.

Les mouvements de terrains susceptibles de se produire sur la commune sont des tassements différentiels.
Le retrait-gonflement des sols argileux est susceptible d'engendrer des dommages importants aux bâtiments en cas d’alternance de périodes de sécheresse et de pluie. La totalité de la commune est en aléa moyen ou fort (92 % au niveau départemental et 48,5 % au niveau national). Sur les 56 bâtiments dénombrés sur la commune en 2019, 56 sont en aléa moyen ou fort, soit 100 %, à comparer aux 96 % au niveau départemental et 54 % au niveau national. Une cartographie de l'exposition du territoire national au retrait gonflement des sols argileux est disponible sur le site du BRGM,.
Par ailleurs, afin de mieux appréhender le risque d’affaissement de terrain, l'inventaire national des cavités souterraines permet de localiser celles situées sur la commune.
Concernant les mouvements de terrains, la commune a été reconnue en état de catastrophe naturelle au titre des dommages causés par la sécheresse en 1989, 1992, 1998, 2003 et 2012 et par des mouvements de terrain en 1999.

### Énergie
Fin 2021 est envisagée par la société H2air la création d'un parc photovoltaïque flotant à aménager sur le lac de Fajolles.

#### Risques technologiques
Le risque de transport de matières dangereuses sur la commune est lié à sa traversée par des infrastructures routières ou ferroviaires importantes ou la présence d'une canalisation de transport d'hydrocarbures. Un accident se produisant sur de telles infrastructures est susceptible d’avoir des effets graves sur les biens, les personnes ou l'environnement, selon la nature du matériau transporté. Des dispositions d’urbanisme peuvent être préconisées en conséquence.
En cas d’accident grave, certaines installations nucléaires sont susceptibles de rejeter dans l’atmosphère de l’iode radioactif. La commune étant située dans le périmètre de sûreté de 20 km autour de la centrale nucléaire de Golfech, elle est exposée au risque nucléaire. En cas d'accident nucléaire, une alerte est donnée par différents médias (sirène, sms, radio, véhicules). Dès l'alerte, les personnes habitant dans le périmètre de 2 km se mettent à l'abri. Les personnes habitant dans le périmètre de 20 km peuvent être amenées, sur ordre du préfet, à évacuer et ingérer des comprimés d'iode,,.

## Toponymie
Le nom de la commune renverrait à la dénomination locale d'une hêtraie.

## Histoire

### Ancien Régime
L'Ordre de Malte dispose du XIIe siècle à la Révolution française d'une commanderie à Fajolles.

## Politique et administration

### Rattachements administratifs et électoraux

#### Rattachements administratifs
La commune se trouve dans l'arrondissement de Castelsarrasin du département du Tarn-et-Garonne
Elle faisait partie depuis 1793 du canton de Saint-Nicolas-de-la-Grave. Dans le cadre du redécoupage cantonal de 2014 en France, cette circonscription administrative territoriale a disparu, et le canton n'est plus qu'une circonscription électorale.

#### Rattachements électoraux
Pour les élections départementales, la commune fait partie depuis 2014 du canton de Beaumont-de-Lomagne
Pour l'élection des députés, elle fait partie de la deuxième circonscription de Tarn-et-Garonne.

### Intercommunalité
Fajolles était membre de la communauté de communes Sère - Garonne - Gimone, un établissement public de coopération intercommunale (EPCI) à fiscalité propre créé en 2006 et auquel la commune avait transféré un certain nombre de ses compétences, dans les conditions déterminées par le code général des collectivités territoriales.
Dans le cadre des dispositions de la loi portant nouvelle organisation territoriale de la République du 7 août 2015, qui prévoit que les établissements publics de coopération intercommunale (EPCI) à fiscalité propre doivent avoir un minimum de 15 000 habitants, cette intercommunalité a fusionné avec sa voisine pour former, le 1er janvier 2017, la communauté de communes Terres des Confluences, dont est désormais membre la commune

### Liste des maires
| Période                                  | Période                     | Identité            | Étiquette | Qualité |
| ---------------------------------------- | --------------------------- | ------------------- | --------- | --- |
| Les données manquantes sont à compléter. |                             |                     |           | |
| 1793                                     | 1799                        | Jean Beaumont       |           | |
| 1800                                     | 1829                        | Antoine Redon       |           | |
| 1830                                     | 1843                        | François Delzers    |           | |
| 1843                                     | 1845                        | Jean Delbez         |           | |
| 1845                                     | 1870                        | Jean-Pierre Delzers |           | |
| 1870                                     | 1886                        | Prosper Maupas      |           | |
| 1886                                     | 1888                        | Jean Capmartin      |           | |
| 1888                                     | 1903                        | Jean Delzers        |           | |
| 1903                                     | 1904                        | François Lapeyre    |           | |
| 1904                                     | 1929                        | Benjamin Yon        |           | |
| 1929                                     | 1932                        | Paul Yon            |           | |
| 1932                                     | 1947                        | André Badens        |           | |
| 1947                                     | 1965                        | Marius Ignace       |           | |
| 1965                                     | 1983                        | Camille Beaumont    |           | |
| mars 1983                                | février 2023                | Hubert Lafont,      | DVG       | Fonctionnaire retraité de la DDA. Ancien dirigeant du club de rugby de Beaumont-de-Lomagne Mort en fonctions. |
| 2023                                     | En cours (au 1er juin 2024) | Nadine Légal        |           | Fonctionnaire                                                                                                 |

## Équipements et services publics
La commune s'est dotée en 2024 d'une nouvelle salle des fêtes.

## Population  et société
Les habitants sont appelés les Fajollais ou  Fajollaises.

### Démographie
L'évolution du nombre d'habitants est connue à travers les recensements de la population effectués dans la commune depuis 1793. Pour les communes de moins de 10 000 habitants, une enquête de recensement portant sur toute la population est réalisée tous les cinq ans, les populations de référence des années intermédiaires étant quant à elles estimées par interpolation ou extrapolation. Pour la commune, le premier recensement exhaustif entrant dans le cadre du nouveau dispositif a été réalisé en 2007.

En 2022, la commune comptait 109 habitants, en évolution de +12,37 % par rapport à 2016 (Tarn-et-Garonne : +3,12 %, France hors Mayotte : +2,11 %).
| 1793 | 1800 | 1806 | 1821 | 1831 | 1836 | 1841 | 1846 | 1851 |
| ---- | ---- | ---- | ---- | ---- | ---- | ---- | ---- | ---- |
| 325  | 381  | 405  | 397  | 314  | 354  | 351  | 351  | 350  |

| 1856 | 1861 | 1866 | 1872 | 1876 | 1881 | 1886 | 1891 | 1896 |
| ---- | ---- | ---- | ---- | ---- | ---- | ---- | ---- | ---- |
| 309  | 311  | 313  | 303  | 292  | 291  | 271  | 233  | 236  |

| 1901 | 1906 | 1911 | 1921 | 1926 | 1931 | 1936 | 1946 | 1954 |
| ---- | ---- | ---- | ---- | ---- | ---- | ---- | ---- | ---- |
| 215  | 224  | 202  | 178  | 185  | 165  | 165  | 162  | 148  |

| 1962 | 1968 | 1975 | 1982 | 1990 | 1999 | 2006 | 2007 | 2012 |
| ---- | ---- | ---- | ---- | ---- | ---- | ---- | ---- | ---- |
| 123  | 124  | 107  | 96   | 81   | 77   | 102  | 105  | 96   |

| 2017 | 2022 | - | - | - | - | - | - | - |
| ---- | ---- | - | - | - | - | - | - | - |
| 98   | 109  | - | - | - | - | - | - | - |

Fajolles est une commune rurale qui a connu son pic de population de 405 habitants en 1806

## Économie

### Emploi
|                | 2008  | 2013   | 2018   |
| -------------- | ----- | ------ | ------ |
| Commune        | 8,3 % | 3,6 %  | 0 %    |
| Département    | 8,4 % | 10,2 % | 10,3 % |
| France entière | 8,3 % | 10 %   | 10 %   |

En 2018, la population âgée de 15 à 64 ans s'élève à 43 personnes, parmi lesquelles on compte 74,4 % d'actifs (74,4 % ayant un emploi et 0 % de chômeurs) et 25,6 % d'inactifs,. En  2018, le taux de chômage communal (au sens du recensement) des 15-64 ans est inférieur à celui de la France et du département, alors qu'en 2008 il était supérieur à celui de la France.
La commune fait partie de la couronne de l'aire d'attraction de Castelsarrasin, du fait qu'au moins 15 % des actifs travaillent dans le pôle,. Elle compte 7 emplois en 2018, contre 12 en 2013 et 15 en 2008. Le nombre d'actifs ayant un emploi résidant dans la commune est de 32, soit un indicateur de concentration d'emploi de 21,7 % et un taux d'activité parmi les 15 ans ou plus de 43,2 %.
Sur ces 32 actifs de 15 ans ou plus ayant un emploi, 5 travaillent dans la commune, soit 16 % des habitants. Pour se rendre au travail, 96,9 % des habitants utilisent un véhicule personnel ou de fonction à quatre roues et 3,1 % n'ont pas besoin de transport (travail au domicile).

### Activités hors agriculture
3 établissements sont implantés  à Fajolles au 31 décembre 2019.
Le secteur des autres activités de services est prépondérant sur la commune puisqu'il représente 66,7 % du nombre total d'établissements de la commune (2 sur les 3 entreprises implantées  à Fajolles), contre 9,3 % au niveau départemental.

### Agriculture
|               | 1988 | 2000 | 2010 | 2020 |
| ------------- | ---- | ---- | ---- | ---- |
| Exploitations | 19   | 11   | 7    | 9    |
| SAU (ha)      | 478  | 403  | 446  | 368  |

La commune est dans la Lomagne, une petite région agricole située dans le sud-ouest du département de Tarn-et-Garonne. En 2020, l'orientation technico-économique de l'agriculture  sur la commune est la culture de céréales et/ou d'oléoprotéagineuses. Neuf exploitations agricoles ayant leur siège dans la commune sont dénombrées lors du recensement agricole de 2020 (19 en 1988). La superficie agricole utilisée est de 368 ha,,.

## Culture locale et patrimoine

### Lieux et monuments
- L'église paroissiale Saint-Barthélemy de Fajolles[29].
- Croix monumentale, datant sans doute du XIXe siècle, au village[40].
- Château au lieu-dit Cadeilhan, des XVIIIe et XIXe siècles[41].
- Ferme au lieu-dit Prunelle,  construite sans doute au XVIIIe siècle et signalée comme fief sur la carte de Cassini[42].
- Fermes des XVIIIe et XIXe siècles[43].

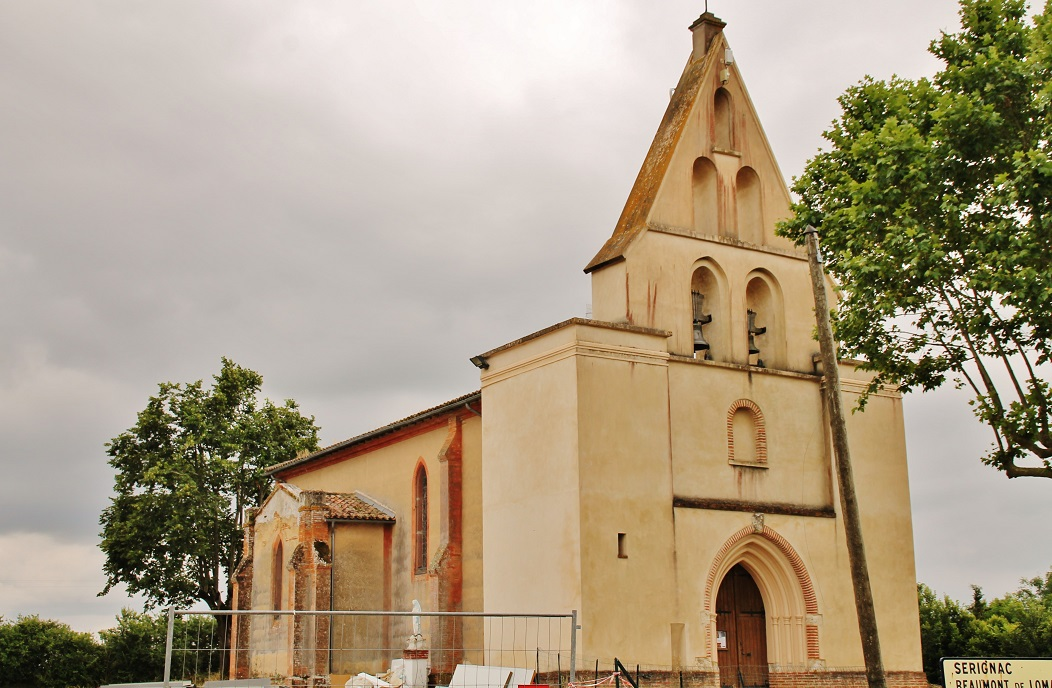
L'église Saint-Barthélemy.
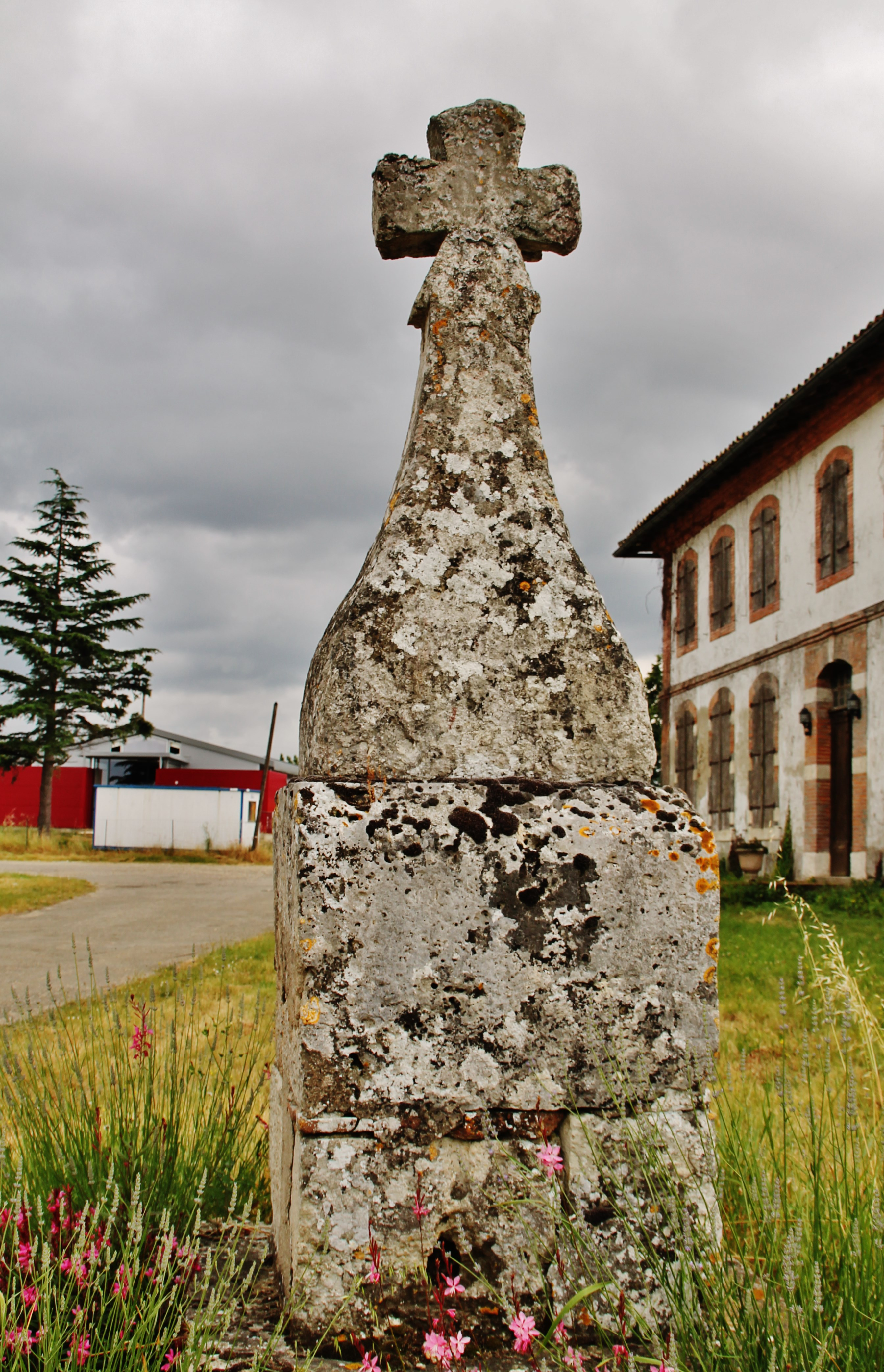
La croix monumentale.

## Pour approfondir